# India op de Olympische Winterspelen 1992
Tijdens de Olympische Winterspelen van 1992, die in Albertville (Frankrijk) werden gehouden, nam India voor de vierde keer deel.

## Deelnemers en resultaten

### Alpineskiën
| Olympiër    | Discipline       | Resultaat | Prestatie                          |
| ----------- | ---------------- | --------- | ---------------------------------- |
| Nanak Chand | reuzenslalom (m) | 82e       | 3.09,03 (+1.02,05) 1.31,98+1.37,05 |
| Nanak Chand | slalom (m)       | 58e       | 2.53,91 (+1.09,52) 1.30,02+1.23,89 |
| Lal Chuni   | reuzenslalom (m) | dnf-2     | opgave run 2 1.39,56+dnf           |
| Lal Chuni   | slalom (m)       | 61e       | 3.03,05 (+1.18,66) 1.33,80+1.29,25 |

Algerije · Amerikaanse Maagdeneilanden · Andorra · Argentinië · Australië · België · Bermuda · Bolivia · Brazilië · Bulgarije · Canada · Chili · China · Chinees Taipei · Costa Rica · Cyprus · Denemarken · Duitsland · Estland · Filipijnen · Finland · Frankrijk · Gezamenlijk team · Griekenland · Groot-Brittannië · Honduras · Hongarije · Ierland · IJsland · India · Italië · Jamaica · Japan · Joegoslavië · Kroatië · Letland · Libanon · Liechtenstein · Litouwen · Luxemburg · Marokko · Mexico · Monaco · Mongolië · Nederland · Nederlandse Antillen · Nieuw-Zeeland · Noord-Korea · Noorwegen · Oostenrijk · Polen · Puerto Rico · Roemenië · San Marino · Senegal · Slovenië · Spanje · Swaziland · Tsjecho-Slowakije · Turkije · Verenigde Staten · Zuid-Korea · Zweden · Zwitserland